# Oligostraca
Oligostraca — надклас Ракоподібних, до якого належать клас Черепашкові і частина поліфілетичного класу Щелепоногі — Пентастоми (Pentastomida), Містакокаріди (Mystacocarida) та Карпоїди (Branchiura).